# گیم دولوپر
گیم دِوِلوپر که سابقاً تحت عنوان گاماسوترا (به انگلیسی: Gamasutra) شناخته می‌شد، یک وبگاه بازی‌های ویدئویی است که در سال ۱۹۹۷ افتتاح شد و تمرکزش بیشتر در زمینه توسعه بازی ویدئویی است. مالک این وب‌گاه، انجمن‌وب یوبی‌ام است، که قبلاً یک بخش از واحد کسب و کار رسانه سی‌ام‌پی مدیا بوده، و به‌عنوان انتشار آنلاین مجله خواهر گیم دولوپر بوده است.نام سابق این وبسایت از کاما سوترا، متنی به زبان هندی سانسکریت در زمینهٔ عشق شهوانی، الهام گرفته شده بود، که عقیدهٔ مؤسسین به لذت بالای بازی‌های ویدئویی را نشان می‌دهد.

## هم‌چنین ببینید
- جوایز انتخاب توسعه‌دهندگان بازی